# Estée Lauder

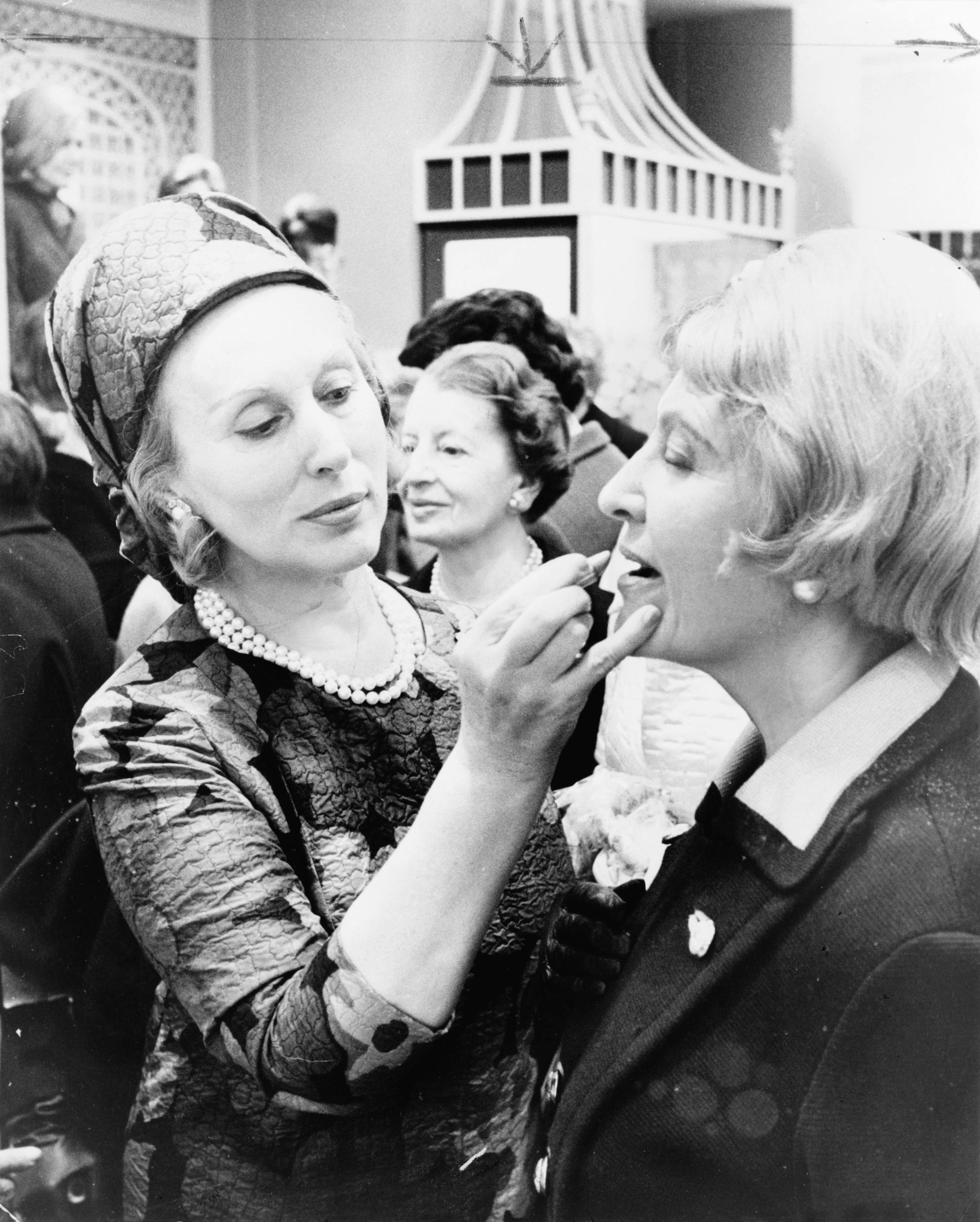
Estée Lauder (links) met een klant

Estée Lauder (New York, 1 juli 1908 – aldaar, 24 april 2004) was oprichter en gedurende vele jaren directeur van Estée Lauder Inc., een Amerikaans cosmeticabedrijf. In 1946 richtte Lauder samen met haar man het cosmeticabedrijf op met een recept voor gezichtscrème van haar oom, een chemicus.
Lauder werd geboren te New York als Josephine Esther Mentzer. Ze was een telg uit een Hongaars-joodse familie. In 1930 huwde ze Joseph Lauter. Ze scheidde van hem in 1939, kreeg spijt en hertrouwde in 1942 waarna zij samen bleven tot zijn dood in 1982. De familie Lauter veranderde hun familienaam aan het eind van de jaren dertig in "Lauder".
Lauder was onder meer de bedenker van de thuisverkoop van cosmetica, het cadeau bij aankoop - waarbij men een royaal geschenk 'krijgt' als men veel geld aan cosmetica spendeert - en de snelle opmaak voor de Amerikaanse carrièrevrouw. Lauder stond ook bekend om het gulle aantal monsters dat haar bedrijf weggaf.
Ze was de bedenker van de term "fragrance free" (ongeparfumeerd) en lanceerde in 1968 het cosmeticamerk Clinique. Dit merk van ongeparfumeerde cosmetica was het eerste waarvan de producten door dermatologen op allergische reacties werden getest.
The Estée Lauder Companies bestaat uit de volgende merken: Estée Lauder, Aramis, Clinique, Prescriptives, Lab Series Skincare for Men, Origins, M.A.C, Aveda, Crème de la Mer, Darphin, Tom Ford, Jo Malone London, Bobbi Brown, Tommy Hilfiger, Kiton, Donna Karan, Bumble and bumble, Michael Kors, Flirt!, good skin™, grassroots™, Sean John, Missoni, Daisy Fuentes, Mustang, Coach, Ojon, and Eyes be Design™.
Ze overleed op 95-jarige leeftijd te New York aan een hartaanval. Bij haar dood was het door haar opgerichte bedrijf ongeveer 10 miljard dollar waard.